# Антофора весняна
Антофора весняна (Anthophora aestivalis) — вид комах із родини бджолиних (Apidae).

## Морфологічна характеристика
Бджоли мають довжину тіла від 14 до 15 міліметрів. На голові, грудях і перших двох тергітах у самиць коричневе волосся. Поперечна смуга на мезонотумі та волосся на третьому-п'ятому тергітах чорні. Другий — четвертий тергіти мають білі смуги волосся ззаду. Пилкова щітка біла. У самців на обличчі жовті плями. Волосся на грудях і перших двох тергітах рудувато-коричневе; на третьому-сьомому тергітах воно чорне.

## Поширення та спосіб життя
Вид широко розповсюджений у Південній і Центральній Європі. Літає з початку квітня до кінця серпня. Самиці будують гнізда в землі. Пилок збирають з різних родин рослин, але в основному з Fabaceae. Доведено, що Melecta luctuosa є зозулею цього виду.